# 南川鼠尾草
南川鼠尾草（学名：Salvia nanchuanensis）是唇形科鼠尾草属的植物，是中国的特有植物。分布于中国大陆的湖北、四川等地，生长于海拔1,700米至1,800米的地区，多生于河边岩石上，目前已由人工引种栽培。

## 异名
- Salvia nanchuanensis Sun f. intermedia Sun
- Salvia nanchuanensis Sun var. pteridifolia Sun